# Pablo Morillo
Pablo Morillo y Morillo, conte di Cartagena e marchese di La Puerta, noto anche come El Pacificador (Fuentesecas, 5 maggio 1775 – Barèges, 27 luglio 1837), è stato un generale spagnolo.

## Biografia
Nel 1791 Morillo si arruolò nel Real Cuerpo de Marina partecipando alla battaglia di Trafalgar in cui fu ferito e fatto prigioniero dagli inglesi (1805). Combatté anche contro Napoleone Bonaparte nel 1808, durante la Guerra d'indipendenza spagnola (parte delle Guerre napoleoniche) per difendere la propria madre patria contro l'invasione francese. Una volta terminata la guerra e restaurata la monarchia spagnola, re Ferdinando VII di Spagna lo nominò Comandante delle Spedizioni e capitano generale delle province del Venezuela; era il 14 agosto 1814. Salpò con una flotta di 18 navi da guerra e 42 cargo sbarcando sull'isola Margarita con l'obbiettivo di sedare la rivolta che vi era scoppiata. Viaggiò poi attraversando Caracas, Puerto Cabello, Santa Marta e Cartagena de Indias (Province Unite della Nuova Granada) con una campagna militare tesa a combattere l'esercito rivoluzionario di Simón Bolívar.
Il 22 agosto 1815 Morillo circondò la città murata di Cartagena de Indias ponendo un assedio e impedendo qualsiasi rifornimento di viveri fino al 6 dicembre dello stesso anno, quando l'esercito spagnolo entrò in città. Con il controllo di Cartagena, Morillo tornò in Venezuela per proseguire la lotta contro i rivoluzionari. Nel giugno 1820 Morillo ordinò, dietro mandato reale, che tutti gli abitanti delle colonie seguissero la Costituzione di Cadice e inviò delegati a negoziare una tregua con Bolivar e con i suoi seguaci. In seguito Bolivar e Morillo s'incontrarono nella città venezuelana di Santa Ana per firmare un armistizio di sei mesi, e poi un trattato che divenne noto come "regolarizzazione di guerra".
Morillo tornò in Spagna, dove fu nominato capitano generale della Nuova Castiglia, e dove supportò la costituzione liberale durante la Spedizione di Spagna del 1823. Evitò un colpo di stato contro la costituzione nel 1822, combattendo nel 1823 l'invasione francese di Luigi Antonio di Borbone-Francia nella Spagna settentrionale, dove fu sconfitto.
Quando re Ferdinando VII ripristinò il regime assolutista nel 1823, si trasferì in Francia. Pochi anni dopo tornò in Spagna partecipando ad alcune operazioni militari nel corso delle guerre carliste. Venne ferito e si ritirò in Francia dove morì il 27 luglio 1837.
Fece parte della Massoneria.

## Citazioni
Quando Morillo ordinò l'esecuzione dello scienziato neogranadino Francisco José de Caldas (noto come El Sabio Caldas, "Il Saggio Caldas"), e le persone presenti chiesero di risparmiargli la vita, Morillo rispose: "La Spagna non ha bisogno di uomini saggi" (in spagnolo: España no necesita sabios). Questa frase divenne lo slogan delle guerre spagnole tese alla riconquista delle colonie ribelli.